# Port Glasgow
Pour les articles homonymes, voir Glasgow (homonymie).
Port Glasgow (Port Ghlaschu en gaélique écossais) est la deuxième plus grande ville du Council Area d'Inverclyde en Écosse. Elle est située à l'est de Greenock et a été un burgh dans l'ancien comté du Renfrewshire.
La ville s'est développée depuis un centre historique bien conservé. Elle s'est ensuite étendue sur les falaises en occupant les terrains d'anciens villages comme Boglestone et Devol. Cette zone urbaine est désormais appelée upper Port Glasgow (la ville haute). C'est la zone la plus peuplée.

## Histoire

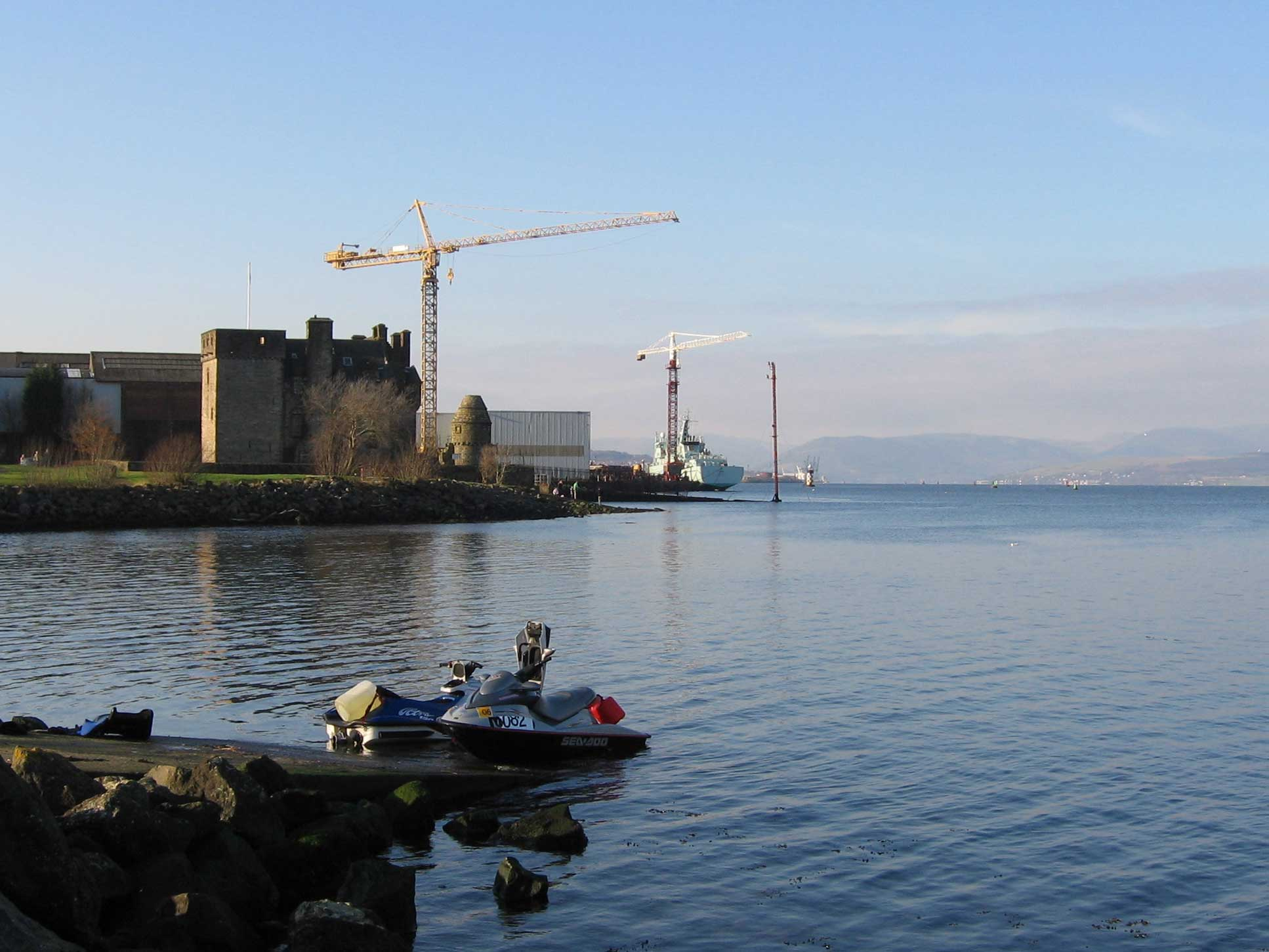
Le château de Newark tout près du dernier chantier naval du Clyde.

À l'origine, Port Glasgow est un petit village nommé Newark, nom qui trouve peut-être son origine dans celui du château, dans la paroisse de Kilmacolm. C'est en ce lieu que les navires marchands en provenance de France et du sud du Royaume-Uni déchargeaient leur cargaison qui était convoyée par des bateaux plus petits en amont sur le Clyde vers Glasgow. En 1667, le conseil municipal de Glasgow achète des terrains pour la construction d'un bassin et d'un brise-lames. Ce port en eau profonde devient le premier port de Glasgow et la ville de Newark est désormais appelée Port Glasgow (sur certaines cartes du XVIIIe siècle elle est marquée Newport Glasgow (port nouveau de Glasgow)). Après 1693, le plan en damier des rues, qui forme aujourd'hui encore le centre-ville, est mis en place.

### Construction navale
Au XIXe siècle, Port Glasgow devient un centre de construction navale. Le PS Comet est construit dans un de ses chantiers en 1812 : il est le premier bateau à vapeur commercial en Europe. Une réplique du Comet et une plaque commémorative marquent l'endroit où se trouvait le chantier en centre-ville.

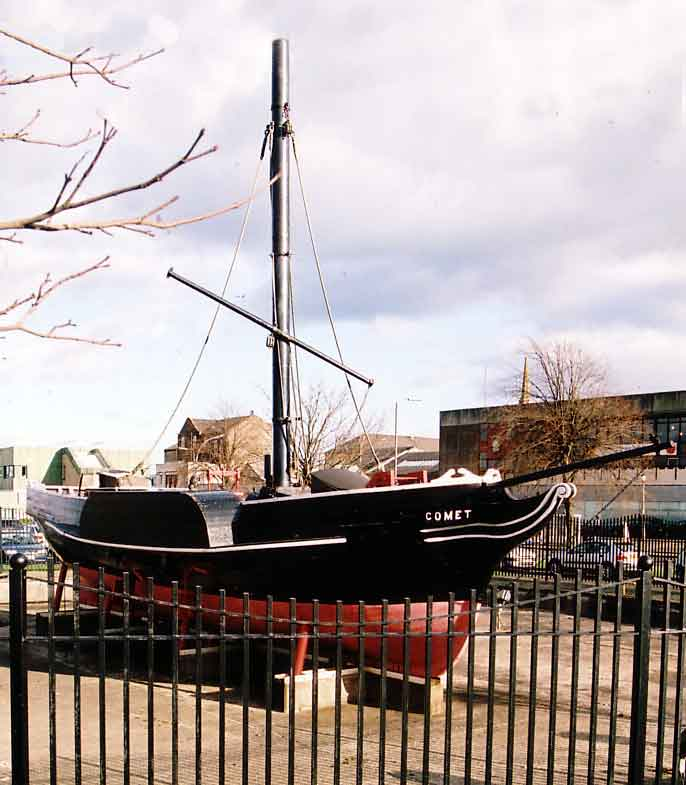
Une réplique du PS Comet au centre de la ville : le premier bateau à vapeur commercial d'Europe, construit à Port Glasgow.

Port Glasgow devient un burgh en 1833, mais dans ces années-là, le Clyde est concurrencé par une nouvelle route et une ligne de chemin de fer vers Glasgow si bien que le port de la ville perd son statut privilégié. La construction navale n'est plus la principale source d'emploi et de prospérité de la ville. Comme dans le reste de l'Inverclyde, cette activité a disparu et seul Ferguson possède encore un chantier dans la ville. Il représente l'un des derniers chantiers navals privés de toute l'Écosse.

### Château de Newark
Le château de Newark, proche de la rive du Clyde, date des environs de 1484. C'était le fief de la famille Maxwell, qui ne l'a plus habité depuis 1694. À partir de 1800, le château est cerné de chantiers navals, dont un seul subsiste, celui de Ferguson, à l'ouest. Le château se visite, et un parc de plein air, avec promenade en bord de mer, a été ouvert à l'est.

## Sport
Le club de football Port Glasgow Athletic était basé dans la ville.

## Personnalités liées à la ville
- Harry McNish, charpentier de marine de l'expédition Endurance
- Reginald Wingate (1861-1953), général et haut administrateur colonial britannique